# Targhe d'immatricolazione nel Mercosur
Le targhe d'immatricolazione nel Mercosur sono un sistema in fase di implementazione negli Stati membri del mercato unico fondato nel 1991 nell'America meridionale.

## Storia
Durante un incontro tenutosi a Foz do Iguaçu, in Brasile, il 15 dicembre 2010, è stata approvata una risoluzione per unificare i modelli delle targhe degli allora quattro paesi appartenenti al blocco: Argentina, Brasile, Paraguay e Uruguay. La pianificazione iniziale prevedeva l'attuazione in un massimo di 10 anni, inizialmente dal 2016 per i veicoli commerciali e per trasporto di persone che circolavano oltre i confini.
In un successivo incontro tenutosi a Buenos Aires l'8 ottobre 2014, ai rappresentanti dei cinque paesi membri del blocco (i quattro fondatori più il Venezuela) è stato presentato il modello delle targhe Mercosur, che avrebbe dovuto essere introdotto nel 2016. Ma il piano è stato rimandato e farle entrare in circolazione nel settembre 2018.
Si prevede che la misura coinvolgerà 110 milioni di veicoli nei cinque paesi e mira a facilitare il traffico e la sicurezza stradale tra i paesi membri del blocco, oltre a garantire l'esistenza di una banca dati comune.

## Elenco
Le targhe d'immatricolazione dei veicoli di ciascun paese del Mercosur sono descritte nella tabella seguente:
| Stato membro | Esempio | Adozione |
| ------------ | ------- | --- |
| Argentina    |         | aprile 2016 |
| Brasile      |         | 2018: Amazonas, Bahia, Espírito Santo, Paraná, Rio de Janeiro, Rio Grande do Norte e Rio Grande do Sul 2019: Piauí, Paraíba, Rondônia 2020: Acre, Alagoas, Amapá, Ceará, Distrito Federal, Goiás, Maranhão, Mato Grosso, Mato Grosso do Sul, Minas Gerais, Pará, Pernambuco, Roraima, Santa Catarina, São Paulo, Sergipe, Tocantins |
| Paraguay     |         | luglio 2019 |
| Uruguay      |         | marzo 2015 |
| Venezuela    |         | Sospesa in seguito alla sospensione dello Stato membro per violazione dell'ordine democratico |